# National Institute of Immunology
 (juillet 2021).
National Institute of Immunology (NII) est un institut de recherche autonome situé à New Delhi, sous le Département de biotechnologie (DBT) pour la recherche en immunologie.

## Histoire
NII a été créé le 24 juin 1981 par Gursaran P. Talwar qui est le directeur fondateur de cet institut, avec le professeur M. G. K. Menon en tant que président de son organe directeur. Il tire ses origines du ICMR-Centre de recherche et de formation en immunologie de l'OMS au All India Institute of Medical Sciences (AIIMS), Delhi, qui a fusionné avec le NII en 1982. Cependant, NII a continué à fonctionner à partir du laboratoire AIIMS de son directeur honoraire, le professeur Gursaran P. Talwar, jusqu'à ce que son nouveau bâtiment soit construit en 1983, au sein de l'Université Jawaharlal Nehru (JNU).

## Recherches
Le professeur Talwar a développé un vaccin contraceptif réversible.
Un premier vaccin du genre contre la lèpre en Inde a été développé par le NII et il a été nommé mycobacterium indicus prani.[citation nécessaire]